# SN 2010ev
SN 2010ev – supernowa typu Ia odkryta 27 czerwca 2010 roku w galaktyce NGC 3244. W momencie odkrycia miała maksymalną jasność 14,30m.